# Leptodeuterocopus tungurahue
Leptodeuterocopus tungurahue là một loài bướm đêm thuộc họ Pterophoridae. Nó được tìm thấy ở Ecuador.
Sải cánh dài khoảng 12 mm. Con trưởng thành bay vào tháng 9.